# St. Blasii (Nordhausen)

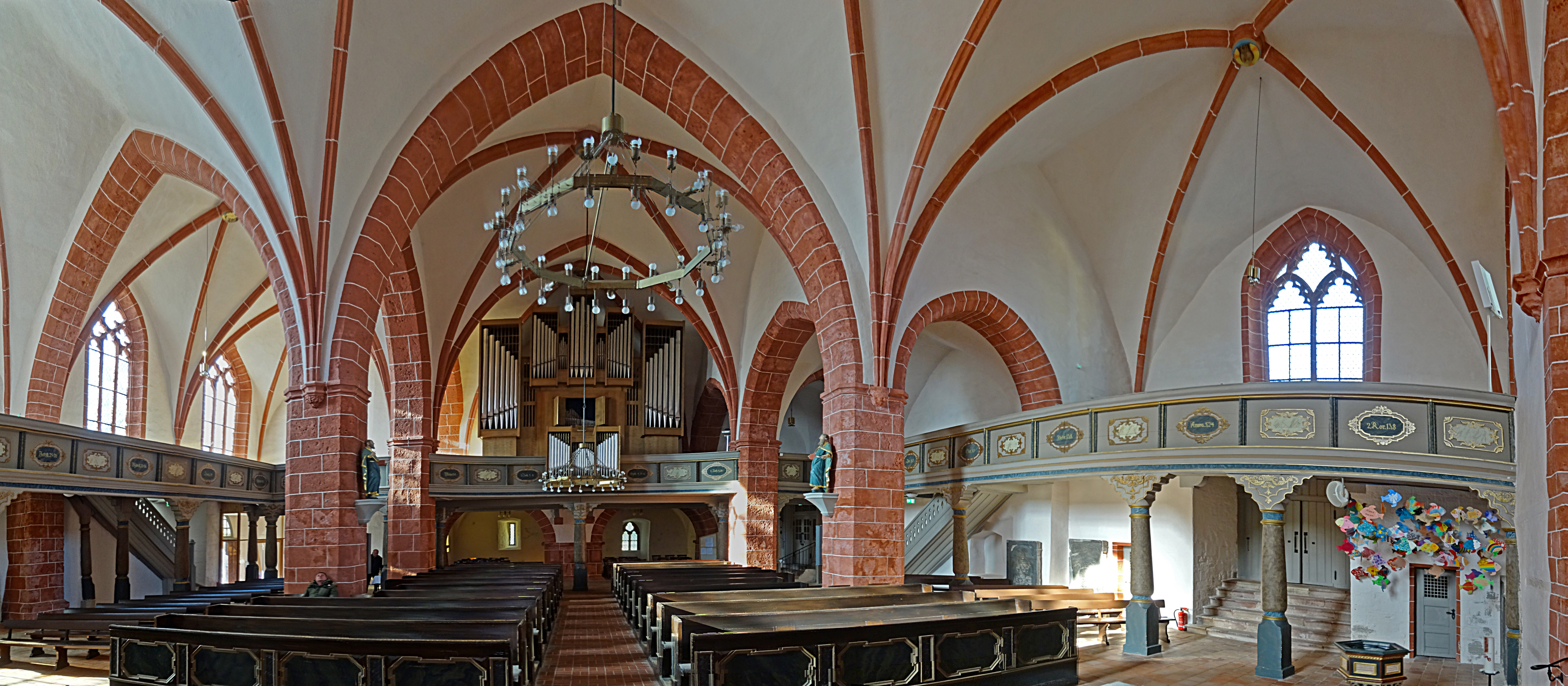
Innenraum-Panorama

Die Stadtpfarrkirche St. Blasii ist ein evangelisches Gotteshaus in der Kreisstadt Nordhausen in Thüringen. Sie ist neben dem Dom und der abgegangenen Marktkirche St. Nikolai einer der drei im historischen Stadtzentrum von Nordhausen gelegenen Kirchbauten.

## Geschichte
Ein um 1220 errichteter Vorgängerbau wird 1234 in einer Urkunde Heinrichs (VII.) erwähnt. Heinrich hatte von seinem Vater Friedrich II. den Auftrag erhalten, nördlich an die Stadt Nordhausen angrenzend einen neuen Stadtteil mit einer Kirche anzulegen, den Hagen. Im Unterbau der Kirchtürme sollen sich noch Überreste dieses Vorgängerbaus befinden. Die Kirche wurde dem Domstift unterstellt. 1487–1490 wurde das Schiff durch einen Neubau ersetzt, der an die spätromanisch-frühgotischen Westtürme des Vorgängerbaus angebaut wurde. Die Jahreszahl 1489 findet sich auf einem Schlussstein des Chorgewölbes.
Nach der Reformation übernahm 1524 Johann Spangenberg auf Empfehlung Martin Luthers die Stelle des ersten evangelischen Predigers. Dieser machte sich durch Schulunterricht und Herausgabe erbaulicher Schriften auch über die Gemeinde hinaus verdient.
Den Stadtbrand des Jahres 1612 überstand die Kirche unbeschadet. Am 24. April 1634 traf ein Blitzschlag den nördlichen Kirchturm, sodass der Turmhelm abbrannte. 1687 wurde zur Sicherung der Kirchtürme ein Strebepfeiler an die Westseite der Kirche angebaut. Dabei wurden Steine der Walkenrieder Kirchenruine verwendet. Auch den nächsten großen Stadtbrand am 21. August 1712 überstand die Kirche schadlos, während das Pfarrhaus vollständig niederbrannte.
Die Kirche erlitt beim Luftangriff auf Nordhausen am 4. April 1945 erhebliche Schäden an den Dächern und dem Mauerwerk, besonders der Ostteile. Die Cranach-Gemälde waren in einen Brauereikeller ausgelagert worden und verbrannten dort. Bis 1949 wurden die Dächer wiederhergestellt, das Mauerwerk wurde ausgebessert und das Innere erneuert.
Eine wegen Einsturzgefahr der Türme und des Dachs erfolgte Restaurierung der Kirche wurde 2004 abgeschlossen. Eine Sanierung des Innenraums schloss sich 2014 und 2015 an.

## Persönlichkeiten
Als erster evangelischer Pfarrer an St. Blasii wirkte Johann Spangenberg von 1524 bis 1546. Danach hatte Andreas Poach kurzzeitig das Pfarramt inne.
Der in Schlettau geborene Christian Demelius war von 1669 bis 1711 Kantor an dieser Kirche; seine Söhne führten das Amt des Kantors bzw. des Organisten hier fort.
Der Nordhäuser Bürgermeister Michael Meyenburg, ein Verfechter der Reformation und Unterstützer von Johann Spangenberg, wurde im Jahr 1555 in der Kirche beigesetzt. Meyenburgs Schwiegervater, Hans Reinicke, Wegbegleiter und Mitstreiter Martin Luthers, hatte dort bereits 1538 seine letzte Ruhestätte erhalten.
An der Südfassade erinnern zwei Bronzetafeln an Spangenberg, Reinicke und Meyenburg.

## Bauliche Besonderheiten

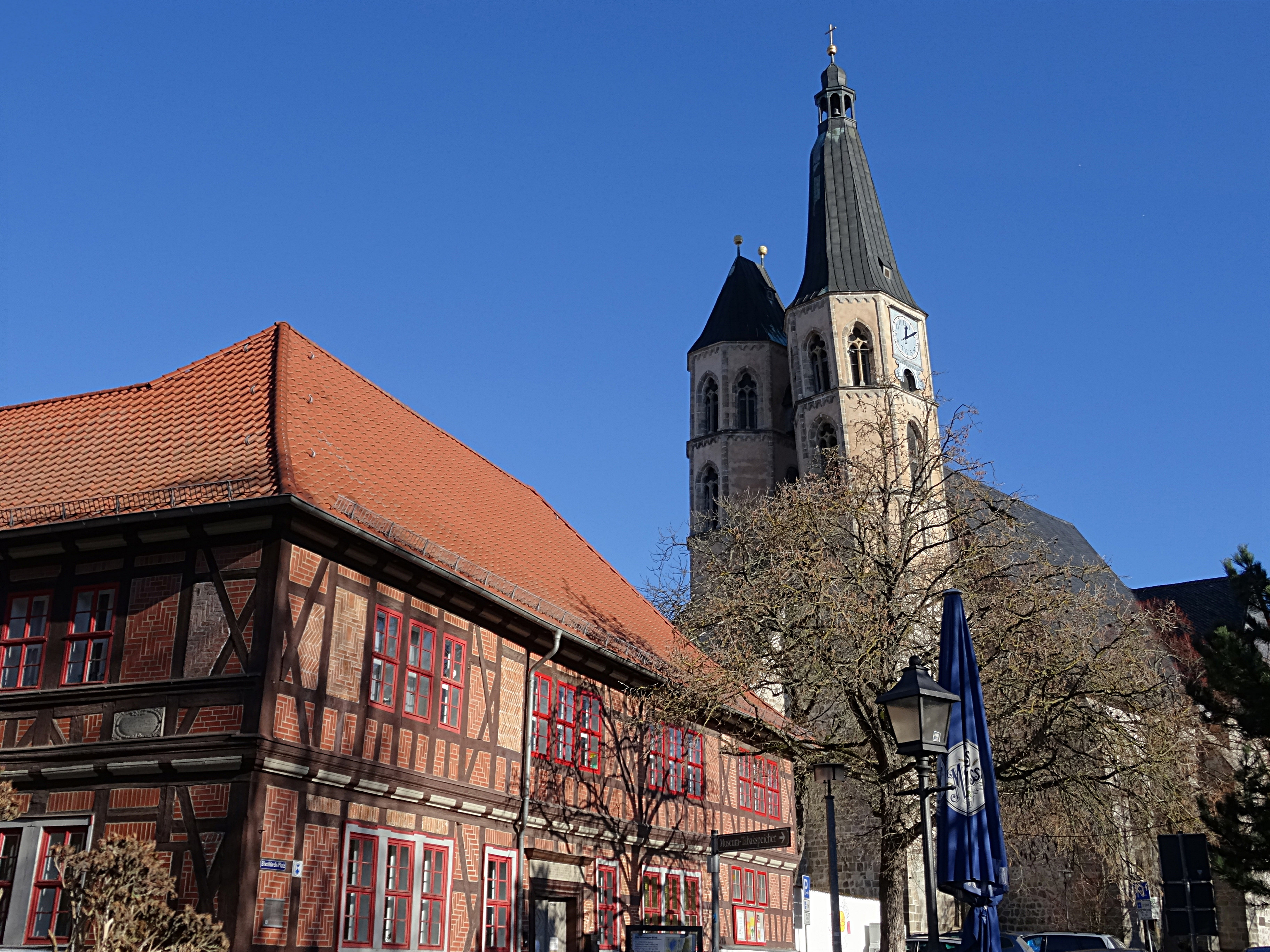
Pfarrhaus und die schiefen Westtürme

- Dem nur zweijochigem Langhaus mit 27,2 Metern entspricht ein Querschnitt von 26,2 Metern, sodass von einer Kreuzkirche gesprochen werden kann.
- Der Südgiebel springt risalitartig hervor und an der Nordseite ist ein Kreuzarm eingesetzt.
- Die achteckigen Türme prägen das Gotteshaus. Seit 1634 sind diese unterschiedlich hoch, weil eine Turmhaube durch Blitzschlag abbrannte und diese beim Wiederaufbau den spitzen Helm nicht wieder aufgesetzt bekam. Der Untergrund besteht nicht  aus festem Fels wie beim Dom, sondern aus Gipskarst. So ist der Südturm auffällig nach Norden geneigt.[1]
- Kreuzrippengewölbe überspannen das dreischiffige Langhaus und den einschiffigen polygonal geschlossenen Chor.

## Ausstattung

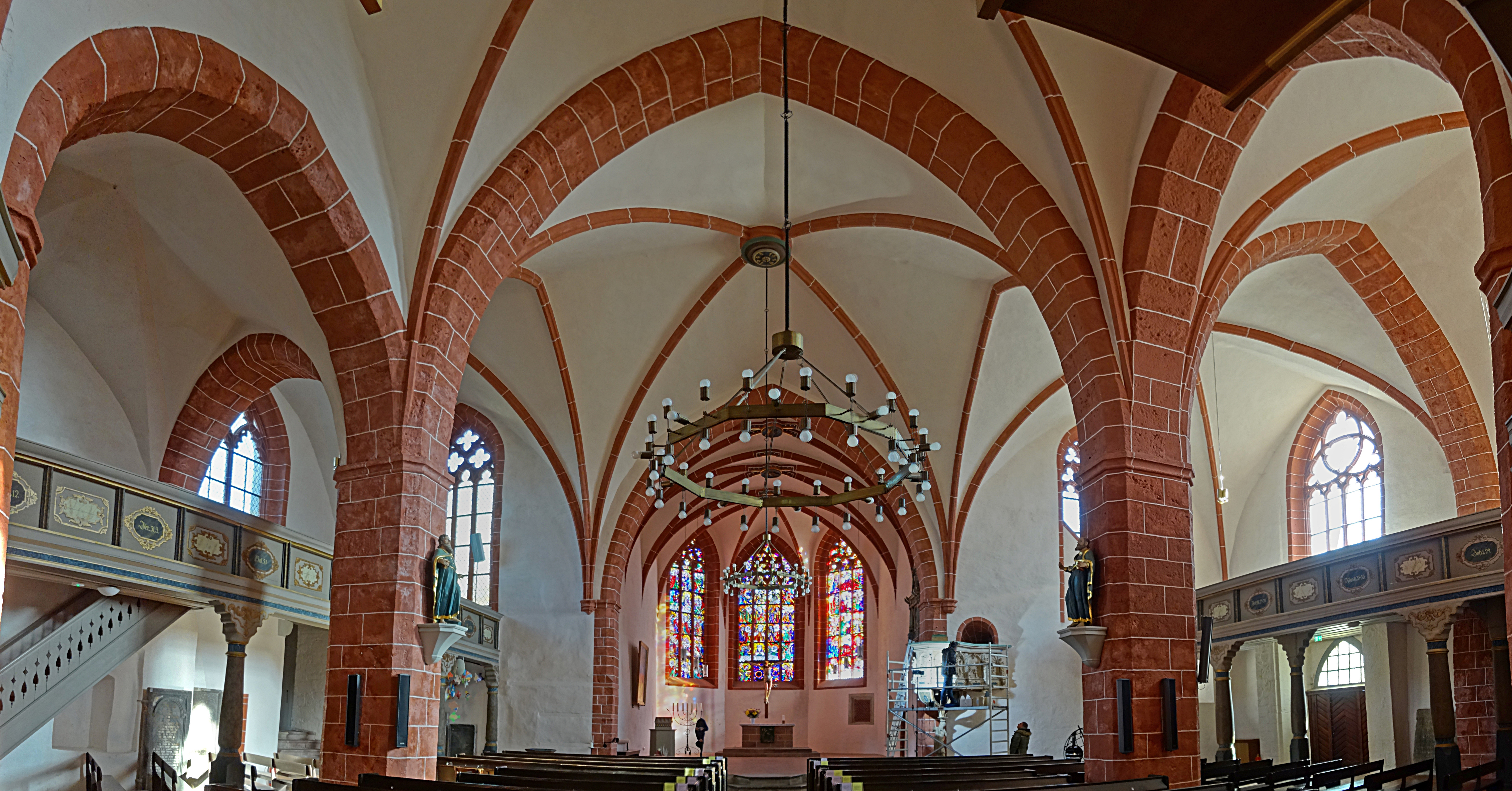
Blick durch das Langhaus zum Chor

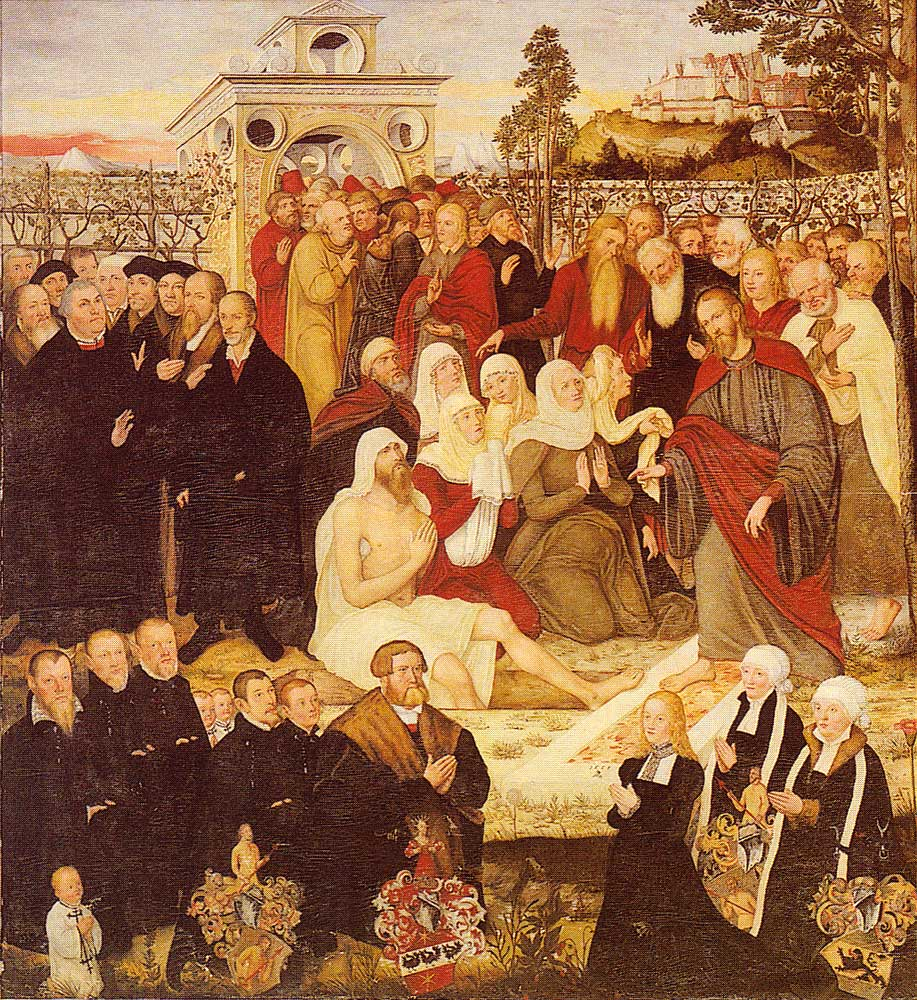
Epitaph Michael Meyenburg in Nordhausen

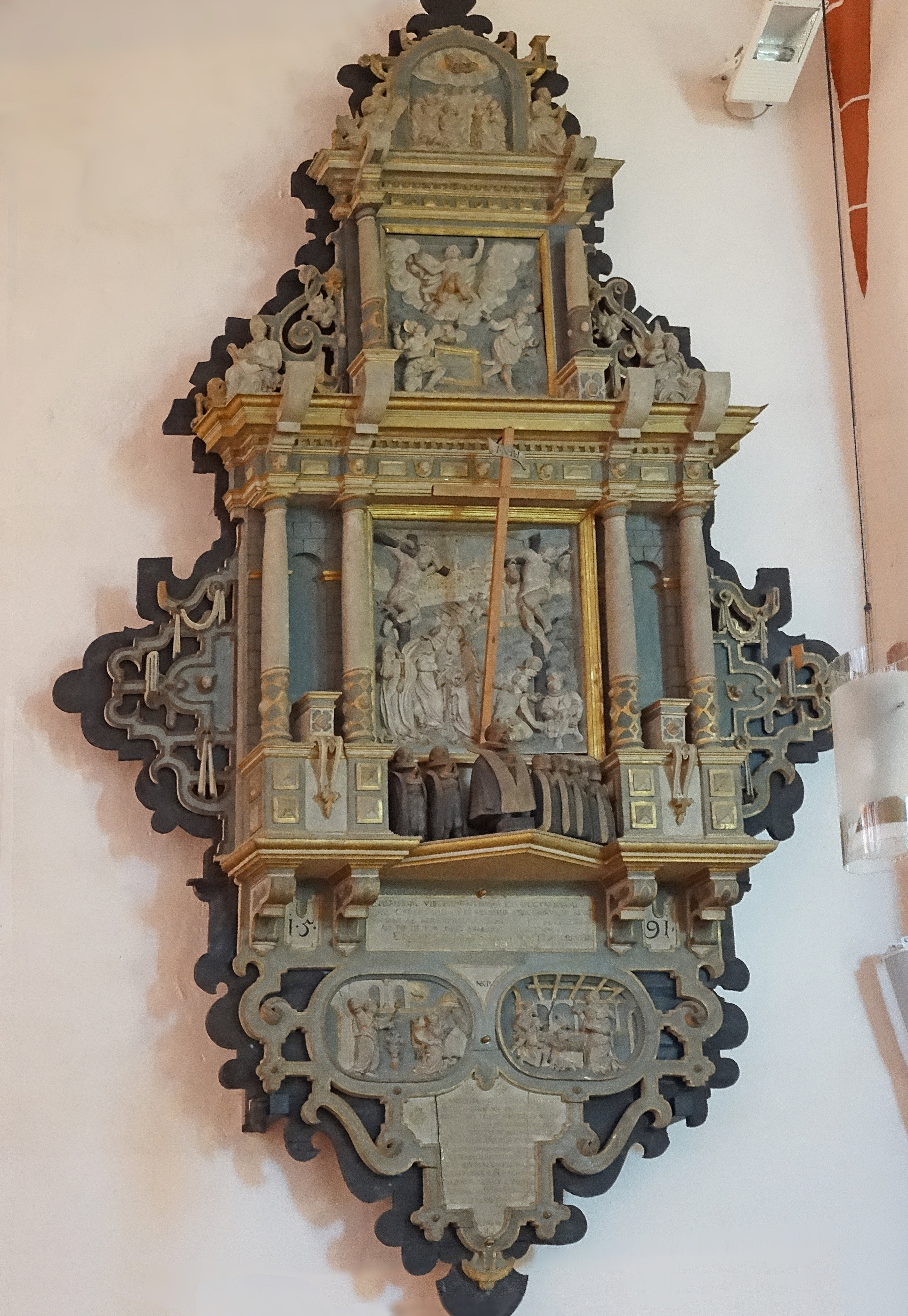
Epitaph für Cyriakus Ernst

- Die drei Fenster des Chores wurden 1949 nach den Entwürfen von Martin Domke[2] von der Glasmalereianstalt Ferdinand Müller aus Quedlinburg gefertigt. Sie dienten als Ersatz für die 1945 zerstörten Fenster.
  - Das Weihnachtsfenster links zeigt oben den Verkündigungsengel bei Maria, darunter Ochs, Esel und Schafe, Maria mit Jesuskind und Josef. Mittig die Verkündigung der Weihnachtsbotschaft. Darunter Hirten und Könige kniend vor dem Kind. Unten ist die Flucht nach Ägypten dargestellt.
  - Das Passionsfenster rechts zeigt von unten nach oben die Leidensgeschichte Christi. Unten Jesus mit Jüngern beim letzten Abendmahl, darüber die schlafenden Jünger im Garten Gethsemane. Mittig die Gefangennahme Jesu mit dem Judaskuss. Darüber: Jesus ist dem Spott des Volkes ausgesetzt. Oben: Jesus bricht unter der Last des Kreuzes zusammen, Maria trauert, die Kriegsknechte schwingen die Geißel.
  - Das Auferstehungsfenster in der Mitte zeigt unten wie sich Sonne und Mond beim Tod Christi verfinstern. Darüber stehen Brot und Wein für die Vergebung der Sünden. Mittig der auferstandene Christus bei den Emmaus-Jüngern. Darüber Christi Himmelfahrt, die Dreieinigkeit und die darüberschwebende Taube.
- Die Renaissancekanzel stammt aus dem Jahr 1592.[3] Sie ist eine Stiftung des Nordhäuser Bürgermeisters Cyriakus Ernst aus dem Jahre 1592. Die Figur, die die Kanzel trägt, stellt wahrscheinlich Abraham dar, es könnte sich aber auch um eine Darstellung des Mose oder eines unbenannten Kriegers handeln. Zur Figur gehörten zeitweise zwei Tafeln, auf denen die Zehn Gebote geschrieben standen. Sie wurden 1945 angebracht, später aber wieder entfernt. An der Außenseite der Brüstung befinden sich biblische Reliefs (v. l. n. r.: Christi Auferstehung, Kreuzigung, Taufe, Adam und Eva im Paradies, Himmelfahrt und Weihnachtsgeschichte). Die einzelnen Szenen sind durch Pilaster getrennt, an denen die vier Evangelisten sowie Moses, Jesaja und Jeremia angebracht sind.
- Bei dem Taufstein handelt es sich um eine Stiftung von Ottilie Ernst aus dem Jahr 1591. Gefertigt wurde er von Lorentz Fronhausen, Bildschnitzer und Tischler in Nordhausen.
- Das Altarkreuz besteht aus einer Zinnlegierung. Es ist etwa 100 Jahre alt. Zusammen mit dem Altarkreuz der Kirche St. Nikolai, das seit Ostern 2015 in der Sakristei verwahrt worden war, wurde es vor dem 16. April 2016 aus der Kirche gestohlen, sein Verbleib ist derzeit nicht bekannt.[4]
- Ein Epitaph Lucas Cranachs des Jüngeren zu Ehren des Nordhäuser Bürgermeisters Michael Meyenburg aus dem Jahre 1558 wurde nach den Luftangriffen auf Nordhausen nicht wiederaufgefunden. Vermutlich ist es verbrannt. Eine 1937 angefertigte Kopie hängt an der Nordseite des Chorraums. Das Bild zeigt die Auferweckung des Lazarus. Im Vordergrund werden Mitglieder der Familie Meyenburg sowie die Reformatorengruppe dargestellt.
- Ein weiteres Epitaph für Michael Meyenburgs erste Frau mit dem Titel Ecce homo von Lucas Cranach dem Älteren ist ebenfalls seit 1945 verschollen.
- Ein drittes Epitaph zu Ehren des juristischen Rats und Kanzlers der Hohnsteiner Grafen Cyriax (auch Cyriacus) Ernst befindet sich an der Westwand der Südempore neben der Orgel. Es stammt aus dem Jahr 1585. Bei ihm könnte es sich um den Vater des Kanzelstifters handeln.
- Die Kirche besaß einen barocken Hochaltar, der bei den Luftangriffen auf Nordhausen zerstört wurde. An dessen Stelle befindet sich heute ein einfacher Altartisch. Vor der Reformation gab es acht Vikarien.
- Die Betstübchen, die sich zu beiden Seiten des Chorraums befunden hatten, wurden im Jahr 1945 entfernt.
- Ursprünglich sollen sich 101 Grabsteine in der Kirche befunden haben. Davon existieren noch fünf, die an der Wand unter der Nordempore aufgestellt sind. Sie sind gewidmet:

1. Johann Heinrich Kindervater (4. April 1675–2. Oktober 1726; verheiratet mit Sophia Elisabeth geb. Happe, als deren Kinder werden genannt: Elisabeth, Johann Samuel, Johann Philipp, Margarete Gertrude, Johann Christoph, Johanna Elisabeth und Catharina Sophie)
2. Caspar Arens (30. März 1632–19. Februar 1704), Bürgermeister von Nordhausen (1687–1704)
3. Johannes Titius (21. März 1615–28. Oktober 1678, verheiratet mit Euphrosine Wilde und Catharina Maria Offney), Gräflich Stolbergischer Kanzler in Nordhausen, Lizentiat (1649, 1651) und Ratssyndikus (1656, 1658, 1661)
4. Johann Christoph Ibe (15. Dezember 1676–16. November 1729), Bürgermeister von Nordhausen (1705–1709)
5. Johannes Jacob Kiesewetter (Diakon, 26. Januar 1681–2. Mai 1713, verheiratet mit Johanna Christine geborener Rohrmann)

## Orgel
Bis 1618 besaß die Kirche eine dreimanualige Orgel. Dabei befanden sich auf dem ersten Manual Prinzipal und Mixtur und auf dem zweiten Manual Gedackt, Oktave, Quinte, Superoktave und Zimbel. Das dritte Manual diente als Rückpositiv. 1618 wurde die Orgel abgebrochen. 1627 wurde eine neue Orgel fertiggestellt. Diese konnte vor allem durch eine Stiftung Nicol. Helbigs von Ilefeld finanziert werden.

| I Oberwerk C– |                  |        |
| 1.            | Prinzipal        | 8′     |
| 2.            | Quintade         | 16′    |
| 3.            | Gedackt          | 8′     |
| 4.            | Oktave           | 4′     |
| 5.            | Quinte           | 2 ⁄3′  |
| 6.            | Rauschflöte II ? | 2′ (?) |
| 7.            | Mixtur           |        |
| 8.            | Cymbel III       |        |
| 9.            | Regal            | 8′     |
|               | Tremulant        |        |

| II Rückpositiv C– |           |    |
| 10.               | Gedackt   | 8′ |
| 11.               | Prinzipal | 4′ |
| 12.               | Hohlflöte | 4′ |
| 13.               | Quinta    | 3′ |
| 14.               | Oktave    | 2′ |
| 15.               | Tertia    |    |
| 16.               | Cymbel II |    |
|                   | Tremulant |    |

| Pedal C– |             |     |
| 17.      | Prinzipal   | 16′ |
| 18.      | Quintade    | 16′ |
| 19.      | Subbaß      | 16′ |
| 20.      | Rauschflöte |     |
| 21.      | Cymbel      |     |
| 22.      | Posaune     | 16′ |

- Koppel: II/I
- 2 Sterne, Vogelsang

Am 17. Dezember 1697 wurden die Bälge der Orgel ausgebessert. Dies geschah erneut durch den Orgelbauer Hans Andreas Weber in den Jahren 1698/1699. 1706 wurde die Orgel durch denselben gereinigt. 1735 und am 12. April 1741 erfolgten Reparaturen der Orgel. 1814 befand diese sich in schlechtem Zustand. Am 9. November 1815 kam ein Vertrag über den Neubau einer Orgel mit dem Orgelbauer Heinrich Deppe aus Nordhausen zustande. Für die Finanzierung billigte der Magistrat der Stadt Nordhausen am 10. Februar 1817 eine Hauskollekte.

| I Hauptwerk CDDis–d3 |                |     |
| 1.                   | Quintgetön     | 16′ |
| 2.                   | Prinzipal      | 8′  |
| 3.                   | Gedackt        | 8′  |
| 4.                   | Rohrflöte      | 8′  |
| 5.                   | Viola di Gamba | 8′  |
| 6.                   | Oktave         | 4′  |
| 7.                   | Hohlflöte      | 4′  |
| 8.                   | Spitzflöte     | 4′  |
| 9.                   | Oktave         | 2′  |
| 10.                  | Mixtur IV      | 2′  |
| 11.                  | Trompete       | 8′  |

| II Oberwerk CDDis–d3 |                 |    |
| 12.                  | Bordun          | 8′ |
| 13.                  | Flaute traverse | 8′ |
| 14.                  | Quintgetön      | 8′ |
| 15.                  | Prinzipal       | 4′ |
| 16.                  | Gemshorn        | 4′ |
| 17.                  | Gedackt         | 4′ |
| 18.                  | Oktave          | 2′ |
| 19.                  | Mixtur III      | 1′ |
| 20.                  | Cornett IV      |    |

| Pedal CDDis–c1 |              |     |
| 21.            | Prinzipalbaß | 16′ |
| 22.            | Violonbaß    | 16′ |
| 23.            | Prinzipalbaß | 08′ |
| 24.            | Oktavbaß     | 08′ |
| 25.            | Posaunenbaß  | 16′ |

Am 18. Oktober 1872 führte Julius Strobel, Orgelbauer aus Frankenhausen, Reparaturen an der Orgel durch. Im Jahr 1911 wurde durch Ernst Röver aus Hausneindorf eine pneumatische Orgel neu errichtet. 1929 wurde die Orgel umgebaut und um ein Manual erweitert.

| I Manual C– |                  |       |
| 1.          | Bordun           | 16′   |
| 2.          | Prinzipal        | 08′   |
| 3.          | Gedeckt          | 08′   |
| 4.          | Hohlflöte        | 08′   |
| 5.          | Fluit harmonique | 08′   |
| 6.          | Gambe            | 08′   |
| 7.          | Oktave           | 04′   |
| 8.          | Spitzflöte       | 04′   |
| 9.          | Quinte           | 2 ⁄3′ |
| 10.         | Oktave           | 02′   |
| 11.         | Cornett IV       |       |
| 12.         | Mixtur V         |       |
| 13.         | Trompete         | 08′   |

| II Manual C– |                  |     |
| 14.          | Lieblich Gedeckt | 16′ |
| 15.          | Geigenprinzipal  | 08′ |
| 16.          | Salizional       | 08′ |
| 17.          | Flauto traverse  | 08′ |
| 18.          | Aeoline          | 08′ |
| 19.          | Vox coelestis    | 08′ |
| 20.          | Prinzipal        | 04′ |
| 21.          | Gedeckt          | 04′ |
| 22.          | Waldflöte        | 02′ |

| Pedal C– |              |     |
| 23.      | Prinzipalbaß | 16′ |
| 24.      | Violon       | 16′ |
| 25.      | Subbaß       | 16′ |
| 26.      | Gedecktbaß   | 16′ |
| 27.      | Oktavbaß     | 08′ |
| 28.      | Gedecktbaß   | 08′ |
| 29.      | Violon       | 08′ |
| 30.      | Posaune      | 16′ |

| I Manual C– |             |       |
| 1.          | Prinzipal   | 16′   |
| 2.          | Quintade    | 16′   |
| 3.          | Prinzipal   | 08′   |
| 4.          | Spitzflöte  | 08′   |
| 5.          | Kupferflöte | 08′   |
| 6.          | Zink        | 08′   |
| 7.          | Oktave      | 04′   |
| 8.          | Rohrflöte   | 04′   |
| 9.          | Oktave      | 02′   |
| 10.         | Nasard      | 2 ⁄3′ |
| 11.         | Mixtur IV-V |       |
| 12.         | Kornett IV  |       |
| 13.         | Trompete    | 8′    |

| II Manual C– |            |     |
| 14.          | Bordun     | 08′ |
| 15.          | Salizional | 08′ |
| 16.          | Quintade   | 08′ |
| 17.          | Prinzipal  | 04′ |
| 18.          | Nachthorn  | 04′ |
| 19.          | Oktave     | 02′ |
| 20.          | Blockflöte | 02′ |
| 21.          | Sifflöte   | 01′ |
| 22.          | Scharf IV  |     |
| 23.          | Rankett    | 16′ |
| 24.          | Krummhorn  | 08′ |
|              | Tremulant  |     |

| III Manual (schwellbar) C– |                 |        |
| 25.                        | Rohrflöte       | 16′    |
| 26.                        | Oktave          | 08′    |
| 27.                        | Querflöte       | 08′    |
| 28.                        | Gedeckt         | 08′    |
| 29.                        | Fernflöte       | 08′    |
| 30.                        | Gemshorn        | 04′    |
| 31.                        | Koppelflöte     | 04′    |
| 32.                        | Quinte          | 2 ⁄3′  |
| 33.                        | Waldflöte       | 02′    |
| 34.                        | Gemshornterz    | 1 3⁄5′ |
| 35.                        | Oktavzimbel III |        |
| 36.                        | Dulzian         | 16′    |
| 37.                        | Oboe            | 08′    |
|                            | Tremulant       |        |

| Pedal C– |                 |     |
| 38.      | Prinzipal       | 16′ |
| 39.      | Subbaß          | 16′ |
| 40.      | Rohrflöte       | 16′ |
| 41.      | Oktavbaß        | 08′ |
| 42.      | Gedeckt         | 08′ |
| 43.      | Oktave          | 04′ |
| 44.      | Nachthorn       | 02′ |
| 45.      | Rauschpfeife II |     |
| 46.      | Posaune         | 16′ |
| 47.      | Dulzian         | 16′ |
| 48.      | Oboe            | 04′ |

- Koppeln: II/I, III/I, III/II, I/P, II/P, III/P, Unteroktavkoppel III, Oberoktavkoppel III, III-I
- Spielhilfen: Schweller für Brustwerk, Walze

Die Orgel überstand die Luftangriffe auf Nordhausen 1945 zwar unbeschadet, wurde dann aber am 1. Juni 1945 durch einen Kriegsheimkehrer in religiösem Wahnsinn stark beschädigt und im Folgenden notdürftig wieder spielbar gemacht.

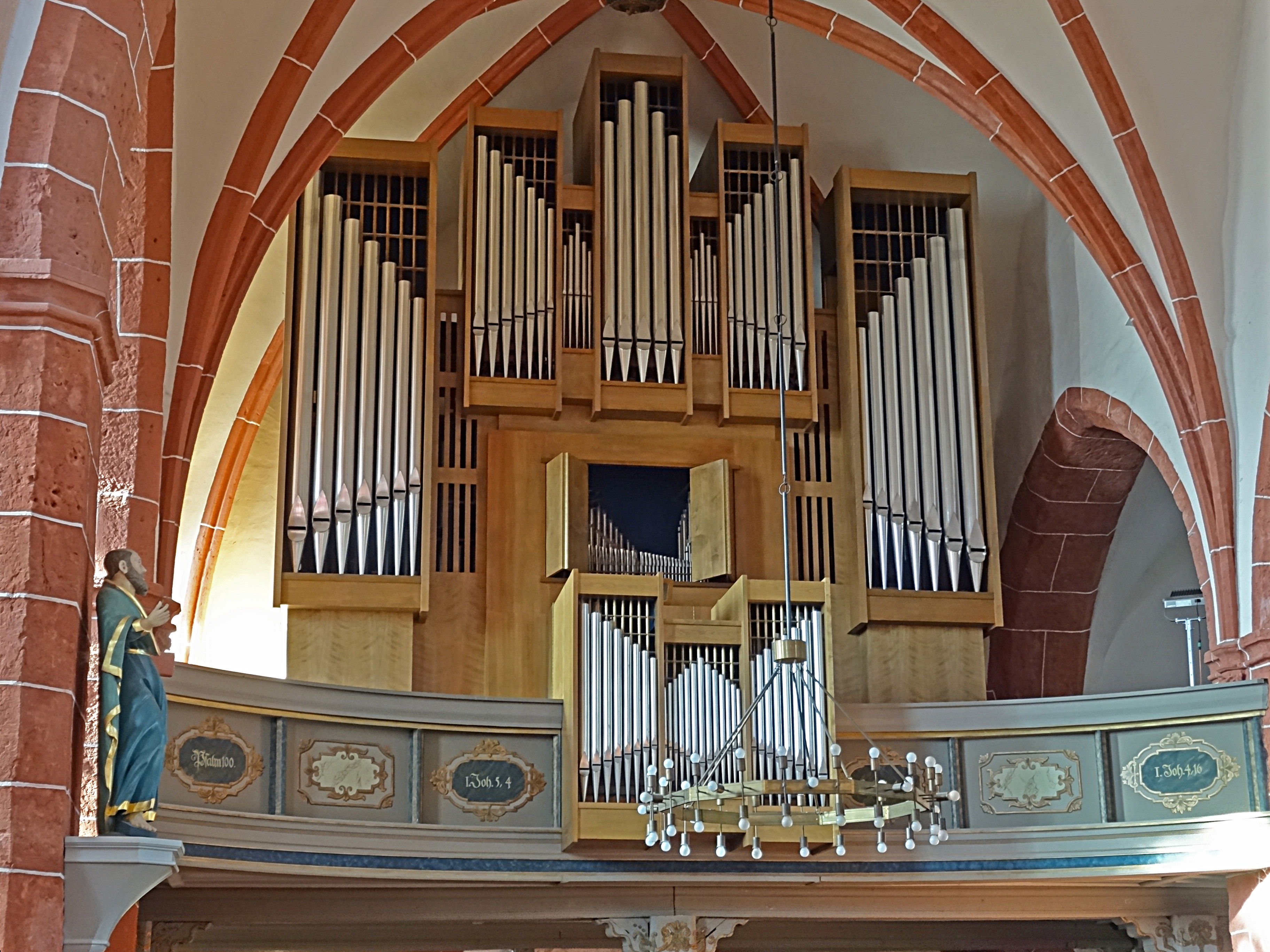
Schuster-Orgel von 1991

1991 wurde eine dreimanualige mechanische Orgel von der Firma Schuster aus Zittau erbaut. Deren Prospekt entwarf Fritz Schuster. Bis dahin diente ein Positiv der Gemeindebegleitung.
| I Hauptwerk C– |                |       |
| 1.             | Pommer         | 16′   |
| 2.             | Prinzipal      | 08′   |
| 3.             | Spillpfeife    | 08′   |
| 4.             | Viola di Gambe | 08′   |
| 5.             | Oktave         | 04′   |
| 6.             | Spitzflöte     | 04′   |
| 7.             | Quinte         | 2 ⁄3′ |
| 8.             | Gemshorn       | 02′   |
| 9.             | Mixtur V       | 02′   |
| 10.            | Trompete       | 08′   |

| II Rückpositiv C– |            |        |
| 11.               | Rohrflöte  | 8′     |
| 12.               | Praestant  | 4′     |
| 13.               | Blockflöte | 4′     |
| 14.               | Nasat      | 2 ⁄3′  |
| 15.               | Oktave     | 2′     |
| 16.               | Terz       | 1 3⁄5′ |
| 17.               | Oktave     | 1′     |
| 18.               | Scharf IV  | 1′     |
| 19.               | Krummhorn  | 8′     |
|                   | Tremulant  |        |

| III Brustwerk (schwellbar) C– |               |       |
| 20.                           | Gedackt       | 8′    |
| 21.                           | Dulzflöte     | 8′    |
| 22.                           | Prinzipal     | 4′    |
| 23.                           | Rohrflöte     | 4′    |
| 24.                           | Oktave        | 2′    |
| 25.                           | Quinte        | 1 ⁄3′ |
| 26.                           | Cymbel III    | 1 ⁄3′ |
| 27.                           | Singend Regal | 8′    |
|                               | Tremulant     |       |

| Pedal C– |              |        |
| 28.      | Prinzipal    | 16′    |
| 29.      | Subbaß       | 16′    |
| 30.      | Oktave       | 08′    |
| 31.      | Gemshorn     | 08′    |
| 32.      | Pommer       | 04′    |
| 33.      | Choralbaß    | 04′    |
| 34.      | Mixtur VI    | 5 1⁄3′ |
| 35.      | Trompete     | 16′    |
| 36.      | Holztrompete | 08′    |
| 37.      | Clarine      | 04′    |

- Koppeln: II/I, III/I, I/P, II/P, III/P
- Spielhilfen: Schweller für Brustwerk

## Glocken
Das Geläut besteht aus fünf Glocken.
Die Stimmglocke, auch Joedicke-Glocke genannt, wurde 1969 von den Geschwistern Joedicke gespendet. Sie ersetzt eine im Zweiten Weltkrieg eingeschmolzene Glocke, welche 1927 wiederum als Ersatz für eine 1917 eingeschmolzene Glocke angeschafft wurde. Sie trägt die Inschrift: „Jesus Christus, gestern und heute und derselbe auch in Ewigkeit. Michael Meyenburg und Johannes Spangenberg, den Vätern der Reformation in Nordhausen, zum Gedächtnis. Gestiftet von den Geschwistern Joedicke, 1969“ 2007 wurde für sie ein neuer Glockenstuhl errichtet, in den die Glocke eingebaut wurde. Zu Epiphanias, am 6. Januar 2008, wurde sie offiziell angeläutet.
Eine zweite Glocke besitzt einen Durchmesser von 1,28 Meter und eine Masse von 1200 Kilogramm und wurde zwischen 1320 und 1350 gegossen. Sie hängt in einem Glockenstuhl aus dem Jahr 1843 und trägt die Inschrift: „SABBATA PANGO FUNERA PLANGO NOXIA FRANGO EXCITO LENTOS PACO CRUENTOS DISSIPO VENTOS.“ (Ich schlage die Sabbattage an – ich beklage die Bestattungen – ich breche das Schädliche (Blitze) – ich treibe die Langsamen an – ich beschwichtige die Grausamen – ich streue die Winde.)
Eine dritte Glocke mit einem Durchmesser von 1,58 Meter und einer Masse von 1900 Kilogramm stammt aus dem Jahr 1488. Ihr Glockenstuhl wurde 1726 errichtet. Sie ist mit Ritzungen verziert. Diese zeigen ein Kruzifix mit Johannes und Maria, den Hl. Andreas, den Hl. Blasius, einen Krüppel beschenkend, und den Hl. Martin als Bischof. Eine Minuskelinschrift um den Hals lautet: „maria o sanctvs blasivs o andreas o martinvs o pet o got o vor vnc o anno o dni o m o cccc o lxxxviii o.“
Die vierte Glocke wurde 1426 gegossen und besitzt einen Durchmesser von 70 Zentimetern. Sie trägt folgende Inschrift: „anno dni.m.ccc.xxvi.hilf got maria berat. sanctus blasius“. Auf der Glocke ist ein kleines Medaillon mit einer Pietà abgebildet. Erst wegen statischer Probleme im Glockenstuhl und dann mangels anderer Uhrschlagglocke, wurde sie über viele Jahre, bis 2022, als Uhrschlagglocke verwendet. Mit dem Guss der neuen Uhrschlagglocke konnte diese wertvolle Glocke in den geschützten Glockenstuhl umziehen.
Am 24. September 2022 wurde durch Glockengießer Christoph Schmitt aus Brockscheid direkt vor der Kirche die fünfte Glocke, eine neue Uhrschlagglocke, in verkürzter Rippe gegossen. Die Glocke ist 133 kg schwer und hat einen Durchmesser von 66 cm. Sie trägt die Inschrift: „Meine Zeit steht in deinen Händen“ aus Psalm 31 und ebenso den Hinweis auf die beiden Stifterinnen Barbara Losche und Ute Drechsler in Gedenken an deren Schwester beziehungsweise Mann und Sohn. Glockenweihe war Reformationstag, am 31. Oktober 2022, nach der Aufhängung im Turm von St. Blasii.

## CD-Einspielungen
- 1994: Konzert in der St. Blasii-Kirche zu Nordhausen. Orgel und Violine – Virtuos und Romantisch. Wolfgang Kupke an der Schuster-Orgel, Andreas Hartmann, Violine (Januarius Gagliano ca. 1760)